# Nora Bär
Nora Lía Bär (Banfield, 18 de diciembre de 1951) es una periodista científica, editora y columnista argentina, pionera del periodismo científico en su país. Integra la Red Argentina de Periodismo Científico, de la cual fue presidenta.

## Trayectoria
En 1980, comenzó a colaborar en el diario La Nación en temas de ciencia y salud como redactora. Diez años después se incorporó a la planta estable del diario, donde se desempeñó como editora de la sección Ciencia/Salud.
Fue guionista del ciclo televisivo "Grandes científicos argentinos".
Dirigió la colección “¿Qué es?”, de Editorial Paidós.
Participó en congresos internacionales como disertante, y fue jurado de diversos premios -nacionales e internacionales- en relación con el periodismo. Se desempeñó como directora de tesis sobre periodismo científico en el Instituto de Estudios Sociales de la Ciencia de la Universidad Nacional de Quilmes. Formó parte del jurado del premio Braun Menéndez otorgado por la AAPC (2017), del Premio Roche de Periodismo en Salud (2018), del premio Merck, Sharp y Dohme "Periodismo y Salud" (2001), de los Premios Konex (2008 y 2013), del concurso Novo Nordisk Media Prize (2008), del Premio Dow a la Divulgación Científica, del Premio UBA al periodismo educativo y cultural (2016) y del concurso de divulgación científica Ciencia que Ladra - La Nación en diversas ediciones, entre otros.
Conduce el programa radial semanal El arcón. Ciencia, salud y tecnología.
Desde 2021 escribe en el medio web El Destape.
En 2023, fue columnista de Médico de familia conducido por Jorge Tartaglione por Canal 9.

## Distinciones y premios
- Tres veces (1997, 2007, 2017) fue distinguida con el Diploma al mérito de la Fundación Konex (Comunicación - Periodismo científico). En 2017 recibió el Premio Konex de platino de esta categoría.[2]
- Premio “De la Ciencia a la Filosofía”, de periodismo científico, otorgado por el Instituto de Filosofía de la Universidad Austral.[20]
- Premio Longines al Periodismo Destacado.
- Primer premio de la Fundación René Barón al Periodismo Científico.
- Premio Periodismo y Salud, otorgado por el Gobierno de la Ciudad de Buenos Aires.
- Primer Premio a la Trayectoria Periodística otorgado por la Universidad de Buenos Aires (2011).[21]
- Distinción de la Asociación Argentina de Clínica Estética.[8]
- Al Maestro con Cariño otorgado por TEA (2002).[5]
- Premio de la Fundación Luchemos por la Vida.
- Primer Premio de Periodismo Científico ADEPA.
- Premio Cesni por su trayectoria en la comunicación de la ciencia (2015).[22][23]
- Premio Braun Menéndez del EPAC a la Trayectoria en la Divulgación Científica (2012-2014).[24]
- Primer Premio Ineco a la divulgación de las neurociencias (2017).
- En 2022 fue homenajeada junto a otras 14 profesionales de los medios,[25] por parte del colectivo Periodistas Argentinas, en tanto referente e inspiradora. Este reconocimiento le fue otorgado el 8 de marzo en el marco del Día Internacional de la Mujer.[26]

En 2002 ingresó a la Academia Nacional de Periodismo, donde ocupa el sillón "Ada María Eflein".

## Obras
- Bär, Nora (2008). Viceversa. Buenos Aires: Malas Palabras Buks. ISBN 978-987-24580-1-0.
- Bär, Nora (2016). Gente brillante. Buenos Aires: Malas Palabras Buks. ISBN 978-987-3871-02-3.
- Bär, Nora; Golombek, Diego (2017). Neurociencias para presidentes. Buenos Aires: Siglo XXI. ISBN 978-987-629-721-9.
- Bär, Nora (2018). Diez preguntas que la ciencia (todavía) no puede contestar. Buenos Aires: Paidos Argentina. ISBN 9501297861.
- Bär, Nora (2019). Rebelión en el laboratorio. Vidas de mujeres científicas. Buenos Aires: Planeta. ISBN 978-950-49-6887-0.